# Odprto prvenstvo Francije 2006
Odprto prvenstvo Francije 2006 je teniški turnir za Grand Slam, ki je med 28. majem in 11. junijem 2006 potekal v Parizu.

## Moški posamično
Rafael Nadal :  Roger Federer, 1–6, 6–1, 6–4, 7–6(7–4)

## Ženske posamično
Justine Henin-Hardenne :  Svetlana Kuznecova, 6–4, 6–4

## Moške dvojice
Jonas Björkman /  Maks Mirni :  Bob Bryan /  Mike Bryan, 6–7(5–7), 6–4, 7–5

## Ženske dvojice
Lisa Raymond /  Samantha Stosur :  Daniela Hantuchova /  Ai Sugijama, 6–3, 6–2

## Mešane dvojice
Katarina Srebotnik /  Nenad Zimonjić :  Jelena Lihovceva /  Daniel Nestor, 6–3, 6–4